# Campionati africani di lotta 2017
I campionati africani di lotta 2017 sono stati la 33ª edizione della manifestazione continentale organizzata dalla FILA. Si sono svolti dal 26 al 30 aprile 2017 a Marrakech, in Marocco.

## Classifica squadre
| Pos. | Lotta libera maschile | Lotta libera maschile | Lotta libera femminile | Lotta libera femminile | Lotta greco-romana maschile | Lotta greco-romana maschile |
| Pos. | Squadra               | Punti                 | Squadra                | Punti                  | Squadra                     | Punti                       |
| ---- | --------------------- | --------------------- | ---------------------- | ---------------------- | --------------------------- | --------------------------- |
| 1    | Egitto                | 63                    | Nigeria                | 78                     | Egitto                      | 68                          |
| 2    | Tunisia               | 51                    | Tunisia                | 66                     | Marocco                     | 62                          |
| 3    | Nigeria               | 46                    | Camerun                | 52                     | Algeria                     | 56                          |
| 4    | Senegal               | 40                    | Algeria                | 39                     | Tunisia                     | 44                          |
| 5    | Marocco               | 35                    | Senegal                | 20                     | RD del Congo                | 43                          |
| 6    | Algeria               | 29                    | Benin                  | 7                      | Nigeria                     | 8                           |
| 7    | RD del Congo          | 28                    | Costa d'Avorio         | 7                      | Costa d'Avorio              | 7                           |
| 8    | Sudan                 | 24                    | Sudafrica              | 7                      | Sudafrica                   | 5                           |
| 9    | Sudafrica             | 20                    | Egitto                 | 6                      |                             |                             |
| 10   | Camerun               | 17                    |                        |                        |                             |                             |
| 11   | Costa d'Avorio        | 13                    |                        |                        |                             |                             |
| 12   | Guinea-Bissau         | 12                    |                        |                        |                             |                             |
| 13   | Madagascar            | 6                     |                        |                        |                             |                             |

## Podi

### Uomini

#### Lotta libera
| Evento | Oro                   | Argento                    | Bronzo                         |
| 57 kg  | Chakir Ansari         | Abdelhak Kherbache         | Mahmoud Hafiz Ibrahim          |
| 61 kg  | Adama Diatta          | Ahmed Hassan Ahmed Mohamed | Mbunde Cumba Mbali             |
| 61 kg  | Adama Diatta          | Ahmed Hassan Ahmed Mohamed | Othmane El Bahja               |
| 65 kg  | Kaireddine Ben Telili | Jean Bernard Diatta        | Bopamba Ngoy                   |
| 65 kg  | Kaireddine Ben Telili | Jean Bernard Diatta        | Ibrahim Abdelhamid Ibrahim Aly |
| 70 kg  | Ogbonna John          | Maher Ghanami              | Amr Isam Ramadan               |
| 70 kg  | Ogbonna John          | Maher Ghanami              | Mohamed Boudraa                |
| 74 kg  | Sami Hamdi Amine      | Ali Ayari                  | Mohamed Boudina                |
| 74 kg  | Sami Hamdi Amine      | Ali Ayari                  | Kayis Mupomba                  |
| 86 kg  | Mohamed Saadaoui      | Cheikh Tidiane Niang       | Hein Janse van Rensburg        |
| 86 kg  | Mohamed Saadaoui      | Cheikh Tidiane Niang       | Gamri Albagir                  |
| 97 kg  | Soso Tamarau          | Martin Erasmus             | Imed Kaddidi                   |
| 97 kg  | Soso Tamarau          | Martin Erasmus             | Cédric Tchouga Nyamsi          |
| 125 kg | Diaaeldin Kamal       | Thiaka Faye                | Adama Tangara                  |

#### Lotta greco-romana
| Evento | Oro                        | Argento                 | Bronzo                   |
| 59 kg  | Anwar Tango                | Ngeta Ibamda            | Abdennour Laouni         |
| 66 kg  | Mohamed Abouhalima         | Tarek Benaissa          | Bilal El Bahja           |
| 66 kg  | Mohamed Abouhalima         | Tarek Benaissa          | Fahmi Meddeb             |
| 71 kg  | Mahmoud Ibrahim Ghanem     | Akrem Boudjemline       | Aziz Boualem             |
| 75 kg  | Zied Ait Ouagram           | Mohamed Ibrahim Elsayed | Kayis Mupomba            |
| 80 kg  | Bachir Sid Azara           | Mahmoud Fawzy           | Tochukwu Okeke           |
| 85 kg  | Mohamed Mostafa Metwaly    | Adem Boudjemline        | Mohamed Skander Missaoui |
| 98 kg  | Ahmed Mohamed Ibrahim Saad | Hamza Haloui            | Amine Guennichi          |
| 130 kg | Mohamed Ahmed Abdellatif   | Radhouane Chebbi        | Gagan Mabuba             |

### Donne

#### Lotta libera
| Evento | Oro                 | Argento                | Bronzo                  |
| 48 kg  | Mercy Genesis       | Sara Hamdi             | Kheira Chaimaa Yahiaoui |
| 53 kg  | Maroi Mezien        | Bose Samuel            | Hanene Salaouandji      |
| 55 kg  | Odunayo Adekuoroye  | Joseph Essombe         | Rim Ayari               |
| 58 kg  | Aminat Adeniyi      | Gertrude Prombove      | Dorsaf Gharsi           |
| 60 kg  | Marwa Amri          | Bisola Makanjuola      | Amina Benabderrahmane   |
| 63 kg  | Blessing Oborududu  | Berthe Etane Ngolle    | Lilia Mejri             |
| 69 kg  | Dressman Kemasuodei | Blandine Metala Epanga | Houria Boukrif          |
| 69 kg  | Dressman Kemasuodei | Blandine Metala Epanga | Anta Sambou             |
| 75 kg  | Winnie Gofit        | Danielle Sino Guemde   | Wiem Trabelsi           |

## Medagliere
La nazione ospitante è evidenziata.
| Pos.   | Paese         | Oro | Argento | Bronzo | Totale |
| ------ | ------------- | --- | ------- | ------ | ------ |
| 1      | Nigeria       | 8   | 2       | 1      | 11     |
| 2      | Egitto        | 7   | 3       | 3      | 13     |
| 3      | Tunisia       | 4   | 4       | 8      | 16     |
| 4      | Marocco       | 3   | 0       | 3      | 6      |
| 5      | Algeria       | 1   | 5       | 7      | 13     |
| 6      | Senegal       | 1   | 3       | 1      | 5      |
| 7      | Camerun       | 0   | 5       | 1      | 6      |
| 8      | RD del Congo  | 0   | 1       | 3      | 4      |
| 9      | Sudafrica     | 0   | 1       | 1      | 2      |
| 10     | Guinea-Bissau | 0   | 0       | 1      | 1      |
| 10     | Sudan         | 0   | 0       | 1      | 1      |
| Totale | Totale        | 24  | 24      | 30     | 78     |